# Parapluieberg (Perchtoldsdorf)
Der Parapluieberg ist ein 562 m ü. A. hoher Berg im südlichen Wienerwald in Niederösterreich.
Er liegt im Westen des Gemeindegebiets von Perchtoldsdorf und ist mit dem Franz-Ferdinand-Schutzhaus und dem umliegenden Naturpark Föhrenberge ein beliebtes Naherholungsgebiet.
Die Grundstücke auf dem Parapluieberg sind Eigentum der Marktgemeinde Perchtoldsdorf.

## Name
Der Berg ist nach Schwarzföhren benannt, deren Äste keinen spitzen Wipfel bilden, sondern ähnlich einem Schirm in die Breite wachsen (Schirmföhren). Solche Bäume kommen im Gebiet des Parapluieberges wiederholt vor und werden nach dem französischen Wort parapluie [pa.ʁa.plɥi] für (Regen-)Schirm auch als Parapluiebäume bezeichnet. Der Name des Berges leitet sich davon ab. Einer dieser Bäume steht unter Naturschutz.

## Geologie
Der Parapluieberg besteht hauptsächlich aus Dolomit (sogenanntem Hauptdolomit aus dem Karn bis Nor). Das Gestein ist über 200 Mio. Jahre alt. Im Norden bzw. Westen liegen Gebiete aus Kalkstein. Geologisch ist der Parapluieberg einer der nördlichsten Ausläufer der Nördlichen Kalkalpen. An seiner Westflanke liegen ehemalige Steinbrüche, in denen Gestein für Zementherstellung gewonnen wurde. Das Zementwerk in der westlichen Nachbargemeinde Kaltenleutgeben ist aufgelassen.
Beim Kalkstein im Westen des Parapluieberges handelt es sich um sogenannten Aptychenkalk, Kalkmergel. Dabei handelt es sich um ein Sedimentgestein aus der Übergangszeit zwischen Jura und Kreide, das 130 bis 150 Mio. Jahre alt ist (Tithon bis Unterneokom). Es stammt aus der Tethys im Erdzeitalter des Mesozoikums.
Zwischen dem Hauptdolomit und dem Kalkstein befindet sich eine schmale Schicht aus anderen, ähnlichen Gesteinen: Riffkalk, kalkiger Sandstein usw. aus dem Mesozoikum (Rhät, Lias, Malm usw.). Die Gesteinsschichten werden als „Schrambach-Neokomaptychenschichten“ bezeichnet.
Im Gestein wurde eine Reihe von Versteinerungen (Fossilien) gefunden. Die für den Kalk namensgebenden Aptychen sind Kieferteile von Ammoniten, die auch als Verschlussdeckel der Ammonitengehäuse gedeutet wurden. Sie sind charakteristische Fossilienreste des beim Parapluiebergs früher abgebauten Kalksteins.
Wegen der wirtschaftlichen Bedeutung des Kalksteins für die Steinbrüche, der verschiedenen Gesteinsarten auf kleinem Raum sowie der leichten Erreichbarkeit aus der Großstadt Wien ist das Gebiet geologisch eingehend untersucht und darüber publiziert worden.
Nach der tektonischen Übersicht gehört das Gebiet zur Höllenstein-Einheit des Frankenfels-Lunzer Deckensystems der Nördlichen Kalkalpen (Ostalpin). Der Parapluieberg liegt im Nordostsporn der Kalkalpen und ist Teil eines aufgewölbten Gesteinszuges (Höllenstein-Antiklinale).
Der Gesteinszug, zu dem der Parapluieberg gehört, verläuft östlich in weiterer Folge im Untergrund des Wiener Beckens. Er wird knapp hinter der Stadtgrenze von Wien (Gegend Hochstraße in Rodaun) von den Schottern des Wiener Beckens überlagert. Bereits wenige Kilometer dahinter (Gegend Meidling) befindet er sich in der Vösendorfer Depression über 1000 Meter unter der Erdoberfläche, nordwestlich von Wien (Aderklaa) ist er in 2500–3500 Meter Tiefe zu finden.
Der Dolomit des Parapluieberg-Gebietes stammt teilweise aus dem Nor. Diese Art von Gestein („norischer Anteil des Perchtoldsdorfer Dolomits“) ist durch eine 5435 Meter tiefe Bohrung bei Strasshof als gasführendes Reservoir nachgewiesen.

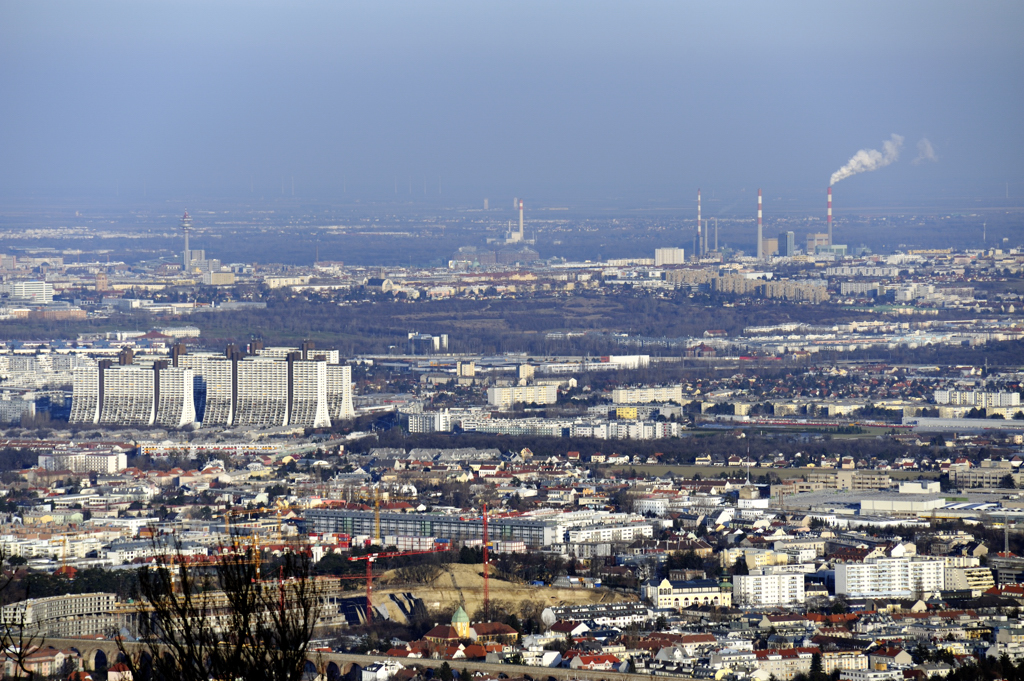
Ausblick von der Terrasse des Schutzhauses am Parapluieberg

## Aufstieg
Der Berg ist auf einer Reihe von markierten Wanderwegen aus fast allen Richtungen gut erreichbar, ausgenommen vom Nordwesten, in dem die Felsabbrüche der Steinbrüche liegen.
Der Parapluieberg liegt auch an einer (für den allgemeinen Verkehr gesperrten) Forststraße. Diese Straße beginnt in Perchtoldsdorf und führt über den Höhenrücken, zu dem der Parapluieberg gehört, mit verschiedenen Abzweigungen nach Gießhübl und Sulz im Wienerwald. Sie wird „Schutzhüttenstraße“ genannt, nach den an ihr liegenden Gasthäusern bzw. Schutzhütten: Franz-Ferdinand-Schutzhaus, Kammersteiner Hütte, Teufelstein-Hütte, Gh. Kugelwiese, ehem. Gh. Seewiese und (2007 abgebrannt, seit 2009 wieder in Betrieb) Höllensteinhaus. Für diese Straße wird im Alltag nach der ehemaligen Grundherrschaft auch die Bezeichnung „Liechtensteinstraße“ verwendet oder „Höhenstraße“.
Über den Berg führt eine beschilderte Mountainbike-Strecke.

## Burgruine Kammerstein
Diese Ruine aus dem 13. Jahrhundert befindet sich am steilen Aufstieg zum Parapluieberg vom Kaltenleutgebener Tal.

## Franz-Ferdinand-Schutzhaus

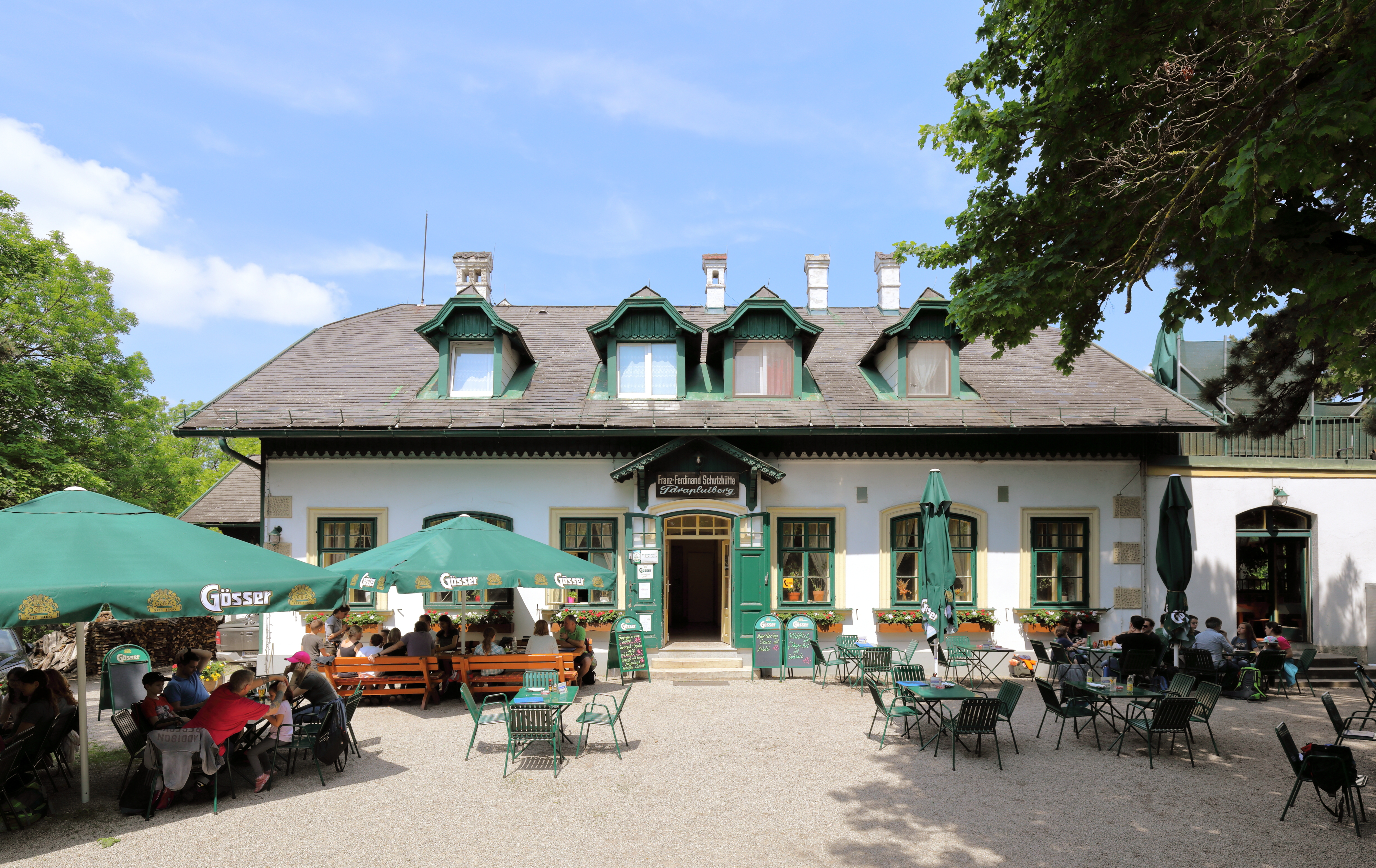
Franz-Ferdinand-Schutzhaus

Dieses Gasthaus wurde 1905 erbaut, 1985 und 1995 renoviert und an das Wasser- und Kanalnetz angeschlossen. Es liegt im Westen von Perchtoldsdorf in 532 m Seehöhe am Parapluieberg (Vorderer Föhrenberg). Seine Terrasse bietet einen weiten Blick in den Süden von Wien, an klaren Tagen ist die ca. 60 km entfernte Donau-Brücke von Bratislava deutlich erkennbar. Das Schutzhaus ist neben der Teufelsteinhütte und der Kammersteiner Hütte eine der drei Gaststätten im Nahbereich des Wienerwaldes bei Perchtoldsdorf (die auf Landkarten noch verzeichnete Rablhütte an der Perchtoldsdorfer Heide wurde in den 1980er-Jahren abgetragen).
Das Gebäude steht unter Denkmalschutz (Listeneintrag).

## Lechnerkreuz
Der Gipfel des Parapluieberges liegt einige Hundert Meter westlich der Franz-Ferdinand-Hütte. Auf ihm befindet sich ein kleines Holzkreuz.

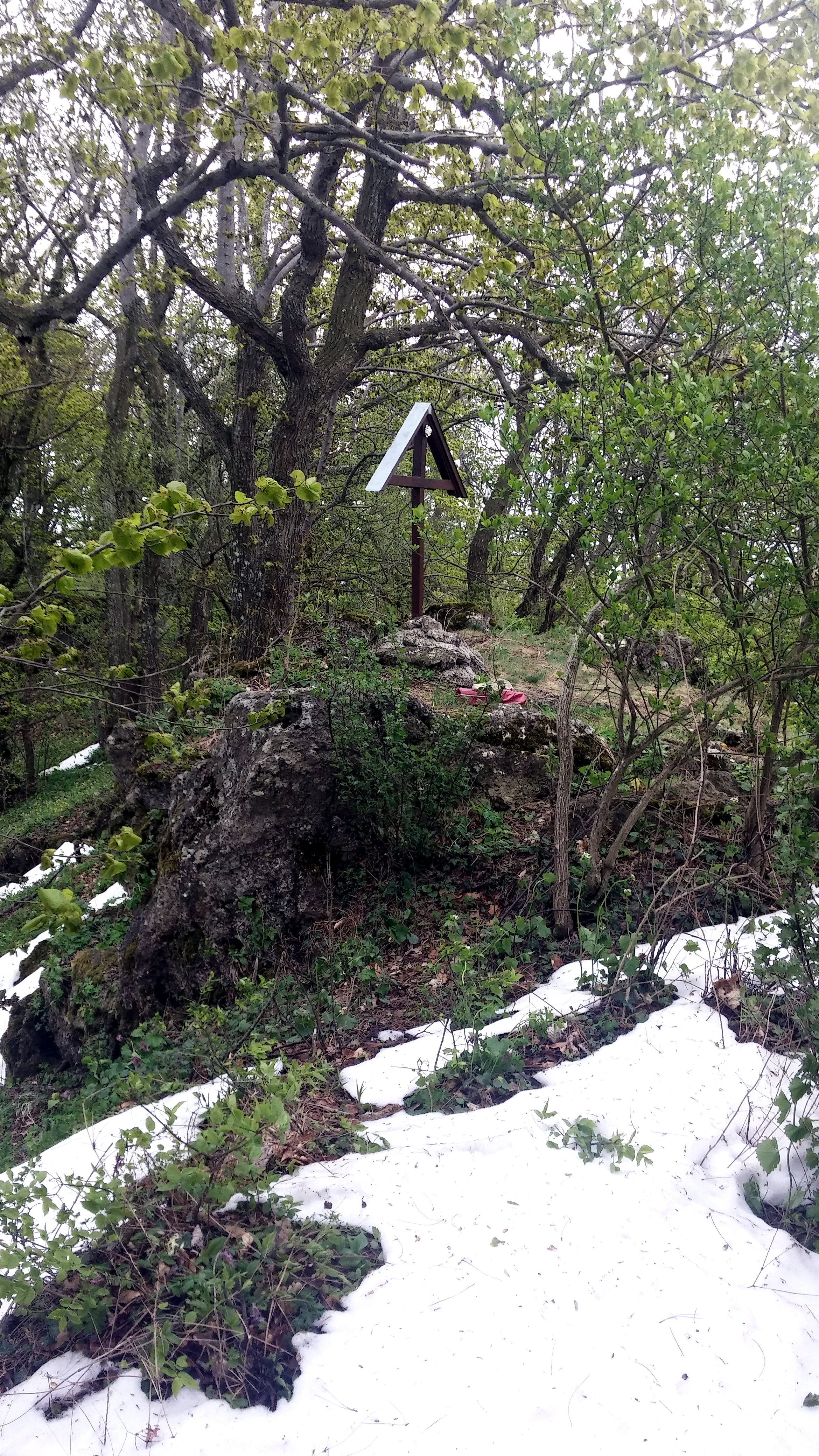
Gipfelkreuz am Parapluieberg